# Безуглівська сільська рада (Ніжинський район)
Безу́глівська сільська́ ра́да — адміністративно-територіальна одиниця та орган місцевого самоврядування в Ніжинському районі Чернігівської області. Адміністративний центр — село Безуглівка.

## Загальні відомості
Безуглівська сільська рада утворена у 1920 році.
- Територія ради: 72,0893 км²
- Населення ради: 1 771 особа (станом на 2001 рік)

## Населені пункти
Сільській раді були підпорядковані населені пункти:
- с. Безуглівка
- с. Бідин
- с. Довге
- с. Курилівка
- с. Пашківка
- с. Синдаревське
- с. Хомівка

## Склад ради
Рада складалася з 16 депутатів та голови.
- Голова ради: Андрусенко Людмила Михайлівна
- Секретар ради: Олійник Олена Миколаївна

### Керівний склад попередніх скликань
| Прізвище, ім'я, по батькові   | Основні відомості                                                         | Дата обрання | Дата звільнення |
| ----------------------------- | ------------------------------------------------------------------------- | ------------ | --------------- |
| Штипа Олександр Анатолійович  | Сільський голова, 1963 року народження, освіта вища, безпартійний         | 26.03.2006   | 31.10.2010      |
| Штипа Олександр Анатолійович  | Сільський голова, 1963 року народження, освіта вища                       | 31.10.2010   | 18.03.2012      |
| Андрусенко Людмила Михайлівна | Сільський голова, 1968 року народження, освіта вища, член Партії регіонів | 18.03.2012   |                 |

Примітка: таблиця складена за даними сайту Верховної Ради України

### Депутати
За результатами місцевих виборів 2010 року депутатами ради стали:

#### За суб'єктами висування
| Суб'єкт висування           | Кількість обраних депутатів | %    |
| --------------------------- | --------------------------- | ---- |
| Самовисування               | 15                          | 93,8 |
| Комуністична партія України | 1                           | 6,3  |

#### За округами
| № округу                    | Прізвище, ім'я, по батькові    | Дата визнання обраним | Освіта  | Партійна приналежність                        | Відомості про обраного депутата                                  |
| --------------------------- | ------------------------------ | --------------------- | ------- | --------------------------------------------- | ---------------------------------------------------------------- |
| Комуністична партія України |                                |                       |         |                                               |                                                                  |
| 8                           | Ярмоленко Ганна Олексіївна     | 05.11.2010            | середня | член Комуністичної партії України             | тимчасово не працює                                              |
| Самовисування               |                                |                       |         |                                               |                                                                  |
| 1                           | Олійник Лідія Василівна        | 05.11.2010            | середня | позапартійна                                  | Ніжинський дитячий будинок-інтернат, няня                        |
| 2                           | Клименко Віра Михайлівна       | 05.11.2010            | вища    | позапартійна                                  | Безуглівська загальноосвітня школа I-III ст., вчитель            |
| 3                           | Остапець Євгенія Федорівна     | 05.11.2010            | середня | позапартійна                                  | пенсіонер                                                        |
| 4                           | Шамрило Ольга Миколаївна       | 05.11.2010            | середня | позапартійна                                  | Ніжинський райвідділ СЗН, соцпрацівник                           |
| 5                           | Сірик Тетяна Олександрівна     | 05.11.2010            | середня | позапартійна                                  | приватна клініка м. Київ, молодша медсестра                      |
| 6                           | Шешель Ніна Вікторівна         | 05.11.2010            | середня | позапартійна                                  | Безугллівський фельдшерсько-акушерський пункт, молодша медсестра |
| 7                           | Андрусенко Людмила Михайлівна  | 05.11.2010            | середня | член Всеукраїнського об'єднання «Батьківщина» | Безуглівська сільська рада, касир-рахівник                       |
| 9                           | Гонтаренко Володимир Іванович  | 05.11.2010            | вища    | позапартійний                                 | тимчасово не працює                                              |
| 10                          | Олійник Олена Миколаївна       | 05.11.2010            | середня | позапартійна                                  | Безуглівська сільська рада, секретар                             |
| 11                          | Дроботун Валентина Іванівна    | 05.11.2010            | середня | позапартійна                                  | Ніжинський райвідділ СЗН, соціальний працівник                   |
| 12                          | Штипа Людмила Миколаївна       | 05.11.2010            | середня | позапартійна                                  | Безуглівська загальноосвітня школа I-III ст., оператор котельні  |
| 13                          | Олійник Валентина Федорівна    | 05.11.2010            | середня | позапартійна                                  | тимчасово не працює                                              |
| 14                          | Гах Ніна Павлівна              | 05.11.2010            | середня | член Всеукраїнського об'єднання «Батьківщина» | тимчасово не працює                                              |
| 15                          | Глиняна Ольга Миколаївна       | 05.11.2010            | середня | член Політичної партії «Наша Україна»         | Талалаївське споживче товариство, продавець                      |
| 16                          | Пономаренко Світлана Романівна | 05.11.2010            | середня | позапартійна                                  | пенсіонер                                                        |